# Elaeis oleifera
Elaeis oleifera là loài thực vật có hoa thuộc họ Arecaceae. Loài này được (Kunth) Cortés mô tả khoa học đầu tiên năm 1897.

## Hình ảnh

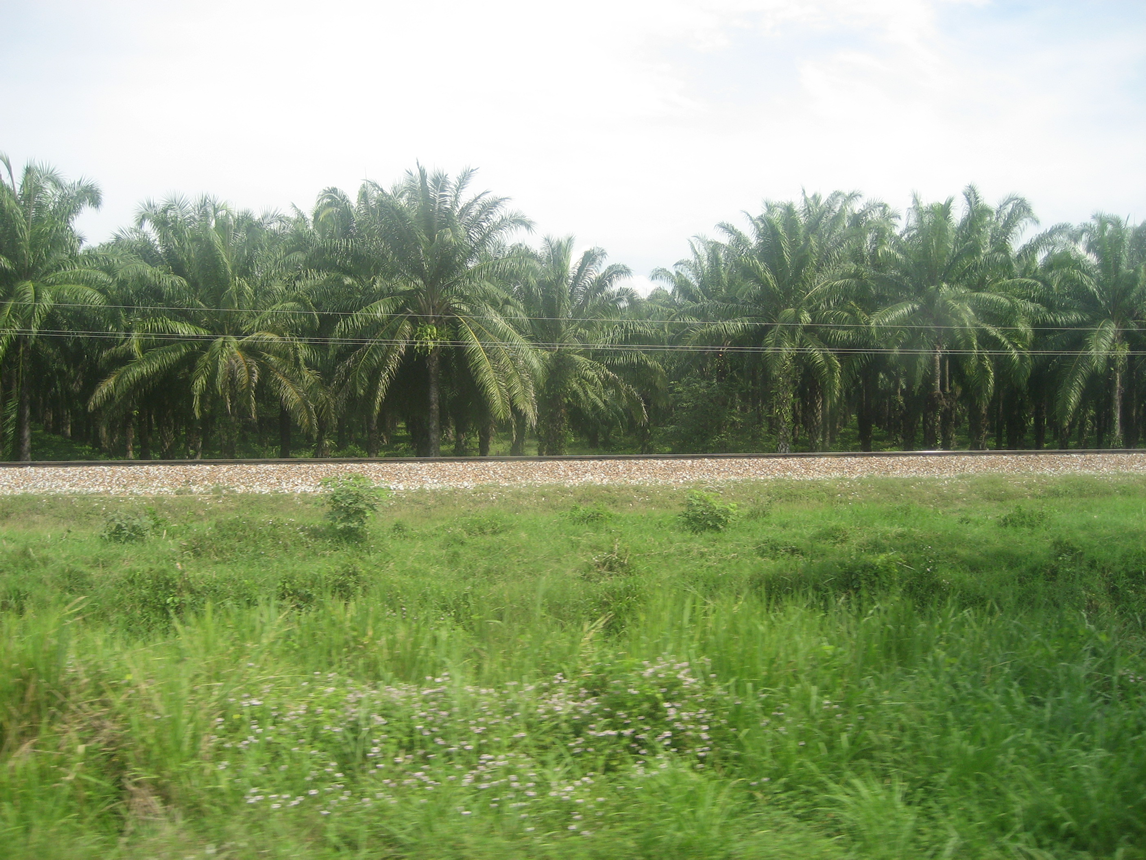